# Omröstning
Omröstning är ett besluts- eller undersökningssätt som innebär att varje part som deltar har en eller flera röster som denne framför till förmån för det alternativ denne gillar bäst. I regel blir det alternativ gällande som får en enkel majoritet av rösterna, men även andra typer av majoriteter kan användas (såsom absolut, kvalificerad eller relativ majoritet). 
Omröstning kan, men behöver inte, omfatta rösträkning. Används termen "omröstning" i bemärkelsen att det innefattar exakt rösträkning, används ibland formuleringen "omröstning i inskränkt bemärkelse" . 
En omröstning kan genomföras som en rak omröstning där varje person ger en röst och där det alternativ som erhåller flest röster väljs. Omröstning kan också genomföras utifrån mer komplexa metoder där röster ges vikt och där sammanräkningen också kan göras mer komplicerad. Ett sådant exempel är flervalsomröstning där de röstande ger på en valfri skala poäng på hur gärna eller ogärna de ser på ett alternativ. Ett annat exempel är i sammanhang där de röstande kan ha olika "värde" på sina röster, t.ex. vid bolagsstämmor där olika aktieägare innehar olika antal aktier och därmed olika antal röster.
Ska omröstning ske mellan fler än två alternativ och enkel majoritet krävs, används i Sverige ofta eliminationsmetoden. Ett annat alternativ är seriemetoden som används i flera europeiska parlament.

## Votering
Termen votering används för att beteckna formella omröstningar i specifikt styrelser och beslutande församlingar, men inte i samband med till exempel folkomröstningar. Dock förekommer termen varken i riksdagsordningen, kommunallagen, förvaltningslagen, aktiebolagslagen eller i lagen om ekonomiska föreningar, där istället uteslutande termen omröstning används. Begreppet förekommer dock i riksdagens protokoll, till exempel "huvudvotering" och "förberedande votering".
Innebörden av hur någon eller några röstat benämns votum (plural: vota).

## Relation till val
Val är en särskild typ av omröstning vid vilken en församling beslutar om tillsättning av ett ämbete eller av en representant av något slag, t.ex. val av ordförande eller val av parlamentsledamöter.
Ofta används särskild terminologi i samband med val, t.ex. benämns röstsedlar som används för val som valsedlar, röstkuvert som valkuvert, urna som valurna och omröstningsdistrikt som valdistrikt.

## Omröstningssätt
Det finns flera olika sätt (metoder) för de röstande att avge sina röster:
- Acklamation (dock anses acklamation inte vara ett omröstningssätt enligt den svenska riksdagsordningen i strikt bemärkelse[6])
- Handuppräckning, uppvisande av röstkort
- Uppresning
- Discessus
- Genom (med) namnupprop där varje röstande muntligt får delge sitt ställningstagande efter att dennes namn lästs upp (t.ex. med "ja", "nej" eller "avstår")
- Inlämnande av fysiska röstsedlar
- Ballotering
- Elektronisk omröstning, omröstning med omröstningsapparat

Vilket omröstningssätt som ska användas finns ofta föreskrivet i de regler (eller praxis) som de röstande har att följa. I vissa församlingar krävs att ett visst antal uttryckligen begär att ett visst omröstningssätt ska användas för att så ska ske.

### Omröstning på distans
Omröstning kan under vissa förhållande även genomföras på distans. I samband med slutna omröstningar är det dock viktigt att förfarandet säkerställer ett skydd mot valhemligheten (d.v.s. att det inte ska kunna ses hur var och en har röstat).
Exempelvis tillåts röstning på distans i
- svenska val i form av att den röstande ger in sina röstsedlar genom poströstning (förtidsröstning)
- svenska kommunfullmäktige över internet i realtid[9]
- Europaparlamentet (i samband med coronaviruspandemin 2019–2021) där ledamöterna erhöll en röstsedel över e-post som därefter ska återsändas till parlamentet via ledamotens officiella e-postadress med parlamentsledamotens ställningstagande och signatur[10][11]

I styrelser och liknande grupper finns ibland möjligheten till s.k. beslut per capsulam, t.ex. genom att ordförande tar enskild kontakt med varje ledamot för att inhämta dennes ställningstagande.
Även i flera videokonferenstjänster (såsom Zoom och Skype) finns omröstningsfunktioner, liksom i sociala nätverkstjänster (exempelvis Facebook). Även digitala enkättjänster (såsom Google Formulär) torde kunna fylla en liknande funktion.

## Sluten, "halvöppen" och öppen omröstning
Den tyske statsvetaren Thomas Saalfeld (1995) anger tre huvudkategorier av (parlamentariska) omröstningar, baserade på i vilken utsträckning som det är möjligt att identifiera hur var och en av de röstande röstat individuellt:
1. Sluten eller hemlig omröstning (closed or secret voting) där det inte är möjligt att avgöra hur var och en av de röstande röstat. Till exempel kan detta ske genom användandet av röstsedlar som antingen lämnas ihopvikta/hoprullade eller lämnas i ett kuvert (röstkuvert) på ett sådant sätt att röstsedelns innehåll inte direkt avslöjas. Ett annat tillvägagångssätt är genom ballotering.
2. "Halvöppen" omröstning (semi-open or anonymous voting; signal voting[13]) som är öppen i bemärkelsen att endast de närvarande vid omröstningen har viss möjlighet att identifiera hur någon röstat (beroende på antalet röstande), men sluten i bemärkelsen att det inte registreras hur varje enskild har röstat och ger därmed en viss anonymitet för den röstande. Rösträkning kan ske, men den redovisas inte individuellt. Exempel på omröstningsförfarande är
  - acklamation under vilken det är ordförandens intryck av hur rösterna fördelats som avgör vilket förslag som antagits (således sker ingen exakt rösträkning),
  - uppresning i Sveriges riksdag[14] (som kan sägas fungera som en försöksvotering), i tyska Förbundsdagen och i spanska parlamentet[13],
  - handuppräckning i tyska förbundsrådet och franska senaten och nationalförsamlingen[13],
  - genom omröstningsapparat i den lettiska lagstiftande församlingen Saeima[13].
3. Öppen omröstning (open or public voting) där det förs till protokollet (eller registreras på annat sätt) hur var och en har röstat. Exempel på omröstningsförfarande är
  - genom namnupprop som i Sveriges riksdag[15] och i Europaparlamentet[16]
  - med omröstningsapparat i norska Stortinget[13] och danska Folketinget[13],
  - med röstsedlar där den röstandes namn framgår liksom den röstandes ställningstagande,
  - med handuppräckning i andra kammaren i nederländska Generalstaterna[13],
  - genom discessus i brittiska överhuset (då kallat divison) där röstande får gå till olika korridorer som betecknar ett visst beslutsalternativ (motsvarande "ja" respektive "nej") där deras individuella röster sedan registreras.

I vissa beslutande församlingar, t.ex. amerikanska representanthuset, krävs att en viss andel av de röstande begär att det registreras hur varje röstande har röstat för att så ska ske.

### Termen "öppen omröstning" i Sverige
I svensk terminologi är innebörden av "öppen omröstning" något otydlig.
Ibland används termen i bred bemärkelse och tycks då inkluderar alla omröstningssätt där det är möjligt för de närvarande (om än i olika utsträckning) att identifiera hur någon annan röstat (t.ex. omfattas då även uppresning, men i regel inte acklamationsförfarandet som åtminstone i svenska riksdagen inte anses vara ett omröstningssätt).
Ibland används termen i smalare bemärkelse och betecknar då omröstningar från vilka det tydligt framgår hur varje enskild röstande har röstat (t.ex. omröstning genom namnupprop) – ibland med och ibland utan att de individuella rösterna registreras offentligt så att även utomstående kan utläsa hur var och en röstat.
Tingsten (1925 s. 233 och 244) ansluter sig till den senare innebörden och menar att man kan skilja på tre olika grader av omröstningar:
1. Omröstning som avser att endast visa vilken ståndpunkt som är i majoritet (t.ex. acklamation eller uppresning)
2. Omröstning som avser att visa hur rösterna fördelats (vilket kräver exakt rösträkning)
3. Omröstning som avser att visa hur de olika medlemmarna i den beslutande församlingen har röstat.

Enligt Tingsten (med hänvisning till vad han benämner "vanligt språkbruk") är de två första omröstningarna att klassas som sluten omröstning, och den sista som öppen omröstning.
Karl Staaf (1917, s. 299) tar i sin definition av öppen omröstning fasta på att rösterna ska tillkännages offentligt: "sådan [omröstning] att det varder officiellt bekant, huru var och en röstande har röstat".

## Omröstningsproposition (voteringsproposition)
Uppgifter hur en omröstningen kommer att gå till i en beslutande församling benämns omröstningsproposition eller voteringsproposition. Denna ska i sig också godkännas av den beslutande församlingen – ibland benämnt justering av voteringsproposition. Till exempel anges följande i omröstningspropositioner i Sveriges riksdag:
1. den fråga som omröstningen gäller,
2. vad en ja-röst och en nej-röst innebär,
3. i omröstningar där ärendet inte avgörs genom enkel majoritet, hur många ja-röster eller nej-röster som krävs för bifall.

## Rösträkning
Rösträkning innebär att de avgivna rösterna räknas exakt, antingen manuellt med hjälp av rösträknare eller elektroniskt. Praxis i flera församlingar är att omröstning med rösträkning ska genomföras om så begärs.
Rösträkning sker först och främst som ett sätt att objektivt bestämma om ett visst majoritetsförhållande föreligger, och kan användas för att kontrollera att ordförande uppfattat majoritetsförhållandet rätt efter t.ex. en genomförd acklamation eller en visuell försöksvotering. Rösträkning ska t.ex. användas direkt i Sveriges riksdag då en kvalificerad majoritet krävs för beslut.
Rösträkning kan också begäras – om församlingen använder öppen votering – för att möjliggöra registrering av hur var och en röstat (t.ex. möjliggöra för en riksdagsledamot att kunna visa för sina väljare hur man faktiskt röstat i olika frågor). Om rösträkningen är förknippad med att eliminationsmetoden kommer att användas, där förslagen ställs mot varandra parvis och utesluts successivt, möjliggör begäran om rösträkning för den röstande att också kunna rösta på subsidiära alternativ (d.v.s. alternativ som skulle väljas i andra hand, tredje hand och så vidare).
Vissa omröstningssätt tillåter både att rösträkning kan ske och inte ske. Sker ingen rösträkning utgår ordförande eller motsvarande istället ifrån dennes intryck av vilket förslag som fått flest anhängare, d.v.s. uppskattar rösternas fördelning. Till exempel sker ingen rösträkning vid uppresning i Sveriges riksdag, men väl vid uppresning i amerikanska representanthuset.

## Redovisning av utfallet
Hur omröstningen har utfallit redovisas i regel i församlingens protokoll eller motsvarande.
På vilken detaljnivån som utfallet presenteras varierar beroende på vilket omröstningssätt som användes för att nå beslutet i fråga och praxis i den beslutande församlingen:
- Vid avgörande genom t.ex. acklamation eller uppresning (utan rösträkning) finns inte möjlighet att presentera exakta röstetal utan istället redovisas endast det alternativ som ordförande uppfattade hade störst stöd och därmed blev församlingens beslut.
- Vid omröstning med total och exakt rösträkning redovisas fördelningen av rösterna mellan de olika beslutsalternativen (t.ex. vid omröstningar med slutna sedlar).
- Vid öppen omröstning där varje röstandes ställningstagande (votum) registreras individuellt redovisas hur varje röstande röstat. I protokollen från Sveriges riksdag redovisas också partivis fördelning av rösterna i huvudomröstningen.

Ibland kombineras flera detaljnivåer (t.ex. kan dels redovisas rösternas fördelning per beslutsalternativ, dels hur varje röstande röstat).
Även redovisning av antalet ogiltiga röster brukar redovisas, såsom blanka eller nedlagda röster och röster som inte uppfyller de tekniska kraven för att betraktas som giltiga (t.ex. om en röstsedel är märkt med ett kännetecken som gör att valhemligheten bryts eller någon röstande har lämnat flera olika röstsedlar).
I vissa protokoll från t.ex. parlament anges också antalet frånvarande.
I vissa beslutande församlingar, t.ex. amerikanska representanthuset, krävs att en viss andel av de röstande begär att det registreras hur varje röstande har röstat för att så ska ske.

## Vid lika röstetal
Om rösterna fördelas lika (lika röstetal eller rösttal; latin paria vota) finns det i princip tre metoder för att nå ett beslut: Antingen avgörs ärendet genom lottning, eller så har någon individ (t.ex. ordförande eller talman) rätt att fälla utslagsröst, eller så faller förslaget automatiskt till förmån för status quo.

### Avgörande genom lottning
Lottning innebär att slumpen avgör vilket beslut som kommer att fattas, t.ex. genom att de olika beslutsalternativen skrivs ner på olika lottsedlar som sedan blandas så att de inte kan särskiljas, för att därefter låta en person dra en av lotterna vars innehåll sedan blir mötets beslut. Lottning används i bl.a. Sveriges riksdag och vid personval i svenska kommunfullmäktige.

### Avgörande genom användandet av utslagsröst
I vissa församlingar har en viss utsedd individ (t.ex. en styrelseordförande eller talman) rätt att avgöra en fråga där lika röstetal uppstått genom att använda en utslagsröst. Principen om att ordförande har utslagsröst gäller t.ex. vid svenska förvaltningsmyndigheter och i kommunfullmäktige. Också i det brittiska underhuset har talmannen (som annars inte deltar i debatter eller omröstningar) utslagsröst – praxis är dock, enligt "Speaker Denison's rule", att talmannen lägger sin utslagsröst på sådant sätt att beslutet innebär status quo eller besluter ger möjlighet för ärendet att debatteras vidare.
Pedersson (1985, s. 123) menar att en ordförande, åtminstone i en förening, inte behöver rösta på samma sätt när den tillkännager sin utslagsröst som när ordföranden röstade i egenskap av föreningsmedlem i frågan. Pedersson argumenterar för att ordföranden ska lägga sitt utslagsröst med omsorg utifrån föreningens intressen: "Ordförandens skyldighet att fälla utslag vid lika röstetal ska emellertid ses som en skyldighet för ordföranden att på ett alldeles särskilt sätt företräda föreningens intressen. [...] I vissa lägen kan en mötesordförande – även då han/hon är föreningens ordförande – bedöma det som riktigt att låta en viss fråga falla vid mötet, i stället för att med så knapp majoritet som med utslagsröst besluta enligt styrelsens förslag."

## Omröstningar i Sverige

### Omröstning i Sveriges riksdag
I Sveriges riksdag finns utrymme för tre omröstningssätt: uppresning, elektronisk omröstning (med omröstningsapparat) och omröstning genom namnupprop. Enligt terminologin i svenska riksdagsordningen anses inte acklamation vara ett omröstningssätt i formell mening, men används vid beslutsfattande om inte omröstning begärs. Val i riksdagen, t.ex. val av talman, kan förrättas med slutna sedlar.
Rösträkning sker endast vid elektronisk omröstning eller vid omröstning med namnupprop (som då är öppna i bemärkelsen att ställningstagandet hos var och en av ledamöterna registreras), liksom vid personval med slutna sedlar (där det inte framgår hur var och en har röstat).
Vid omröstningar med fler än två förslag (dock inte vid personval) används den s.k. eliminationsmetoden (se vidare artikeln i fråga för exempel på förfarande).

### Omröstning vid  förvaltningsmyndigheter
Svenska förvaltningsmyndigheter följer samma grundprincip för beslutsfattande som i Sveriges riksdag (benämns ofta kollektiv beslutmetod) och regleras i förvaltningslagen 28–29 §. När ett beslut ska fattas av flera gemensamt och dessa inte kan enas, avgörs ärendet först och främst genom acklamation, men därefter genom omröstning med rösträkning om så begärs. Omröstning ska ske öppet och eliminationsmetoden ska användas. Vilket omröstningssätt (t.ex. handuppräckning eller omröstning genom namnupprop) som ska användas finns inte reglerad i lagen.
Enligt förvaltningslagen 30 § måste den som inte vill ställa sig bakom det beslut som nåtts formellt reservera sig mot beslutet genom att få en avvikande mening antecknad. Den som inte gör det anses ha ställt sig bakom beslutet.
Omröstningsförfarandet ska följas vid alla typer av beslut, d.v.s. inte bara beslut genom vilket ärendet avgörs utan också beslut under beredningsstadiet.

### Omröstning till dom (den kollegiala beslutsmetoden)
Omröstning till dom är reglerat i rättegångsbalken 16 kap. (i tvistemål) och 29 kap (i brottmål). Dessa ska följas i tillämpliga delar också för allmänna förvaltningsdomstolar.
Vid omröstningen skall den yngste i rätten först yttra sig. Därefter ska ledamöterna yttra sig allt eftersom de har säte i rätten. Om målet har beretts av en viss ledamot, ska denne först säga sin mening. Om nämndemän ingår i rätten, ska dessa säga sin mening sist.
Var och en skall ange de skäl han grundar sin mening på.
Vid omröstning ska den mening gälla som omfattas av mer än hälften av ledamöterna.

### Folkomröstning
Vid folkomröstningar i Sverige används slutna sedlar.

### Vid styrelsesammanträden och stämmor
Vid omröstningar i styrelser och vid stämmor i ideella föreningar och bolag i Sverige, används ofta samma praxis som vid beslut i Sveriges riksdag: Först acklamationsförfarande därefter möjlighet till omröstning med rösträkning om så begärs. Vid fler än två förslag används i regel den s.k. eliminationsmetoden (med användande av kontrapropositionsvotering) vid omröstningar. Vilket omröstningsförfarande som används, t.ex. handuppräckning eller med sedlar, varierar mellan olika organisationer.

## Fotnoter
1. ↑  Se t.ex. användning av begreppet omröstning i den svenska riksdagsordningen (tilläggsbestämmelserna 11.10.2–11.10.4) där omröstning dels kan ske elektroniskt, dels med namnupprop, dels genom uppresning – medan rösträkning däremot endast sker vid elektronisk omröstning eller vid omröstning med namnupprop.
2. ↑  Nordiska familjebok (1914). Uppslagsord "Omröstning", spalt 705.
3. ↑  ”Nationalencyklopedin, votering”. http://www.ne.se/uppslagsverk/encyklopedi/lång/votering. Läst 7 juli 2019.
4. ↑  I en utredning av ny riksdagsordning på 1960-talet rekommenderades uttryckligen att termen "omröstning" bör användas istället för termen "votering" i samband med omröstningar i riksdagen (SOU 1963:18 s. 135).
5. ↑  Jämför t.ex. ordvalen i vallag (2005:837) och folkomröstningslag (1979:369).
6. 1 2 3  Jämför riksdagsordning (2014:801) 11 kap. 8–10 § med tillhörande tilläggsbestämmelser.
7. ↑  Jfr prop. 2016/17:171 s. 334–335.
8. ↑  Natasha Lomas (23 mars 2020). ”EU parliament moves to email voting during COVID-19 pandemic”. TechCrunch. https://techcrunch.com/2020/03/23/eu-parliament-moves-to-email-voting-during-covid-19/. Läst 27 mars 2020.
9. ↑  Kommunallagen 5 kap. 16 § (jfr prop. 2016/17:171 s. 334–335)
10. ↑  Europaparlamentet (26 mars 2020). ”Q&A on extraordinary remote participation procedure”. Arkiverad från originalet den 26 mars 2020. https://web.archive.org/web/20200326115227/https://www.europarl.europa.eu/pdfs/news/expert/2020/3/background/20200325BKG75805/20200325BKG75805_en.pdf. Läst 27 mars 2020.
11. ↑  För exempel på det praktiska omröstningsförfarandet, se t.ex. europaparlamentarikerna Alice Bah Kuhnkes och Pär Holmbergs (Miljöpartiet)   videoinlägg från 26 mars 2020 på Youtube (https://www.youtube.com/watch?v=YhFZGVMFLC4).
12. ↑  Saalfeld, T. (1995). "On Dogs and Whips: Recorded Votes". I H. Döring (red.) Parliaments and majority rule in Western Europe, s. 528–565. Frankfurt : Campus Vlg.
13. 1 2 3 4 5 6 7  Hug, S., Wegmann, S., & Wüest, R. (2015). ”Parliamentary voting procedures in comparison”. West European Politics 38 (5):  sid. 940–968. doi:http://dx.doi.org/10.1080/01402382.2015.1045290.
14. ↑  Se riksdagsordning (2014:801) tilläggsbestämmelserna 11.10.4 och 11.10.5.
15. ↑  Se riksdagsordning (2014:801) tilläggsbestämmelse 11.10.3.
16. ↑  Europaparlamentets arbetsordning, nionde valperioden juli 2019, artikel 190.
17. 1 2  Rules of the House of Representatives Arkiverad 5 december 2022 hämtat från the Wayback Machine. of the 116 congress, Rule XX – Voting and Quorum Calls, section 1(b).
18. ↑  I riksdagsordningen (2014:801) 11 kap. 10 § tredje stycket står att "omröstningen sker öppet", och från tilläggsbestämmelse 11.10.4 följer att omröstning kan ske genom uppresning (dock registreras inte hur varje ledamot har röstat).
19. ↑  Acklamationsförfarandet beskrevs redan i 1866 års riksdagordning (60 §), innan man 1925 införde stadgandet att omröstningar skulle ske öppet. Således omfattas inte acklamation av begreppet "öppet omröstning".
20. ↑  I t.ex. förvaltningslagen (2017:900) 29 § anges att en omröstning ska ske öppet. I den tidigare förvaltningslagen (1986:223) 18 § förekommer motsvarande bestämmelser. I prop. 1985/86:80 s. 34 anger departementschefen att "principen att varje ledamot öppet skall redovisa för de övriga hur han röstar bör enligt min mening gälla på förvaltningslagens område" (kursivering tillagd). Detta tyder på att "öppen omröstning" i detta sammanhang inte medför att varje röstandes röst ska redovisas individuellt för utomstående att ta del av i t.ex. protokoll utan endast att de som är närvarande vid omröstningen kan se hur var och en röstar. Vill en röstande inte ställa sig bakom det beslut som fattats och istället vill förorda en annan beslutsutgång eller beslutmotivering, finns möjlighet att reservera sig. Den som inte reserverar sig anses ställa sig bakom beslutet.
21. ↑  Herbert Tingsten (1925). ”Öppen omröstning i den svenska riksdagen”. Statsvetenskaplig tidskrift 28 (3).
22. ↑  Staaf, Karl (1917). Det demokratiska statsskicket: Jämförande politiska studier, band II.. sid. 299
23. ↑  Törnebladh, R. (1908). Handledning för deltagare i rådplägande och beslutande församlingar. sid. 28
24. ↑  Bengt Törnell, Riksdagspraxis (januari 1996), s. 62.
25. ↑  Se riksdagsordningen (2014:801) 11 kap. 8 § andra stycket.
26. ↑  Se t.ex. riksdagsledamot Hamrins resonemang i riksdagens protokoll nr 12 från andra kammaren onsdagen 18 februari 1925 s. 14.
27. ↑  Bo Elmgren (2001). Mötesteknik. Stockholm: Bilda Förlag. sid. 35.
28. ↑  Riksdagsstyrelsens framställning till riksdagen 2013/14:RS3 – Översyn av riksdagsordningen, s. 93.
29. ↑  Rules of the House of Representatives Arkiverad 5 december 2022 hämtat från the Wayback Machine. of the 116 congress, Rule XX – Voting and Quorum Calls, clause 1(a).
30. ↑  I den amerikanska handboken för parlamentarisk beslutsfattande Robert’s Rules of Order Newly Revised (2011, s. 418, raderna 26–31) anges att ”The tellers’ report is entered in full in the minutes, becoming a part of the official records of the organization. Under no circumstances should this be omitted in an election or in a vote on a critical motion out of a mistaken deference to the feelings of unsuccessful candidates or members of the losing side.” (D.v.s. rösträknarnas sammanställning av rösterna ska redovisas i sin helhet i protokollet och får under inga omständigheter utelämnas vid ett personval eller en omröstning på grund av hänsyn till känslorna hos den som förlorat valet eller omröstningen.)
31. ↑  Nordisk familjebok, 1915. Uppslagsord "Paria vota", band 21, spalt 66.
32. ↑  Riksdagsordning (2014:801) 11 kap. 11 och 12 §.
33. 1 2  Kommunallag (2017:725) 5 kap. 56 §.
34. ↑  Förvaltningslag (2017:900) 29 §.
35. ↑  Pedersson, Svante (1985). Föreningsboken. Stockholm: Utbildningsförlaget Brevskolan. sid. 123
36. ↑  Förvaltningslag (2017:900) 29 §.
37. ↑  Hellners, Trygve; Malmqvist, Bo (2010). Förvaltningslagen med kommentarer [Förvaltningslag 1986:223]. sid. 216 (kommentar till § 18, "Paragrafens tillämpningsområde")
38. ↑  ”Rättegångsbalk 16 kap.”. Arkiverad från originalet den 7 mars 2017. https://web.archive.org/web/20170307124104/https://lagen.nu/1942:740#K16. Läst 10 juni 2009.
39. ↑  ”Rättegångsbalk 29 kap.”. Arkiverad från originalet den 7 mars 2017. https://web.archive.org/web/20170307124104/https://lagen.nu/1942:740#K29. Läst 10 juni 2009.
40. ↑  Lag (1971:289) om allmänna förvaltningsdomstolar 26 §
41. ↑  Rättegångsbalk 29 kap. 1 § andra stycket Arkiverad 7 mars 2017 hämtat från the Wayback Machine..
42. ↑  Rättegångsbalk 29 kap. 1 § Arkiverad 7 mars 2017 hämtat från the Wayback Machine..
43. ↑  Rättegångsbalk 29 kap. 3 § Arkiverad 7 mars 2017 hämtat från the Wayback Machine..